# Isarco
Isarco (germană Eisack) este râul al doilea ca mărime din Tirolul de Sud, Italia. Râul își are izvorul la o o altitudine de 1.990 m lângă pasul Brenner și se varsă la 96 km distanță la sud de Bozen în Etsch. El are un bazin hidrologic de 4.200 km². Eisack curge prin valea cu același nume (Valea Eisack) la sud de Valea Wipp pe lângă localitatea Vahrn (ital. Varna). Afluenții săi mai importanți sunt Rienz, Talfer, Ridnauner Bach, Pflerscher Bach, Pfitscher Bach, Villnößer Bach, Grödner Bach, Braibach și Eggentaler Bach. Pe cursul râului la Franzensfeste, la Klausen și Waidbruck se află hidrocentrale cu lacuri de acumulare.